# جان هنکن
جان هنکن (به انگلیسی: John Hencken) ورزشکار مرد رشتهٔ شنا اهل کشور ایالات متحده آمریکا است. وی در بین سال‌های ‎۱۹۷۲ تا ۱۹۷۶ میلادی در مسابقات بازی‌های المپیک تابستانی در مجموع ۵ مدال، شامل ۳ مدال طلا و ۱ نقره و ۱ برنز را کسب کرد.